# فريدي غودوين
فريدي غودوين (بالإنجليزية: Freddie Goodwin)‏ هو لاعب كرة قدم ومدرب كرة قدم بريطاني، ولد في 28 يونيو 1933 في Heywood, Greater Manchester ‏ في المملكة المتحدة، وتوفي في 19 فبراير 2016 في غيغ هاربور في الولايات المتحدة. لعب مع سكونثورب يونايتد وليدز يونايتد ومانشستر يونايتد.